# Anacamptomyia pallida
Anacamptomyia pallida là một loài ruồi trong họ Tachinidae.